# Christian Uetz

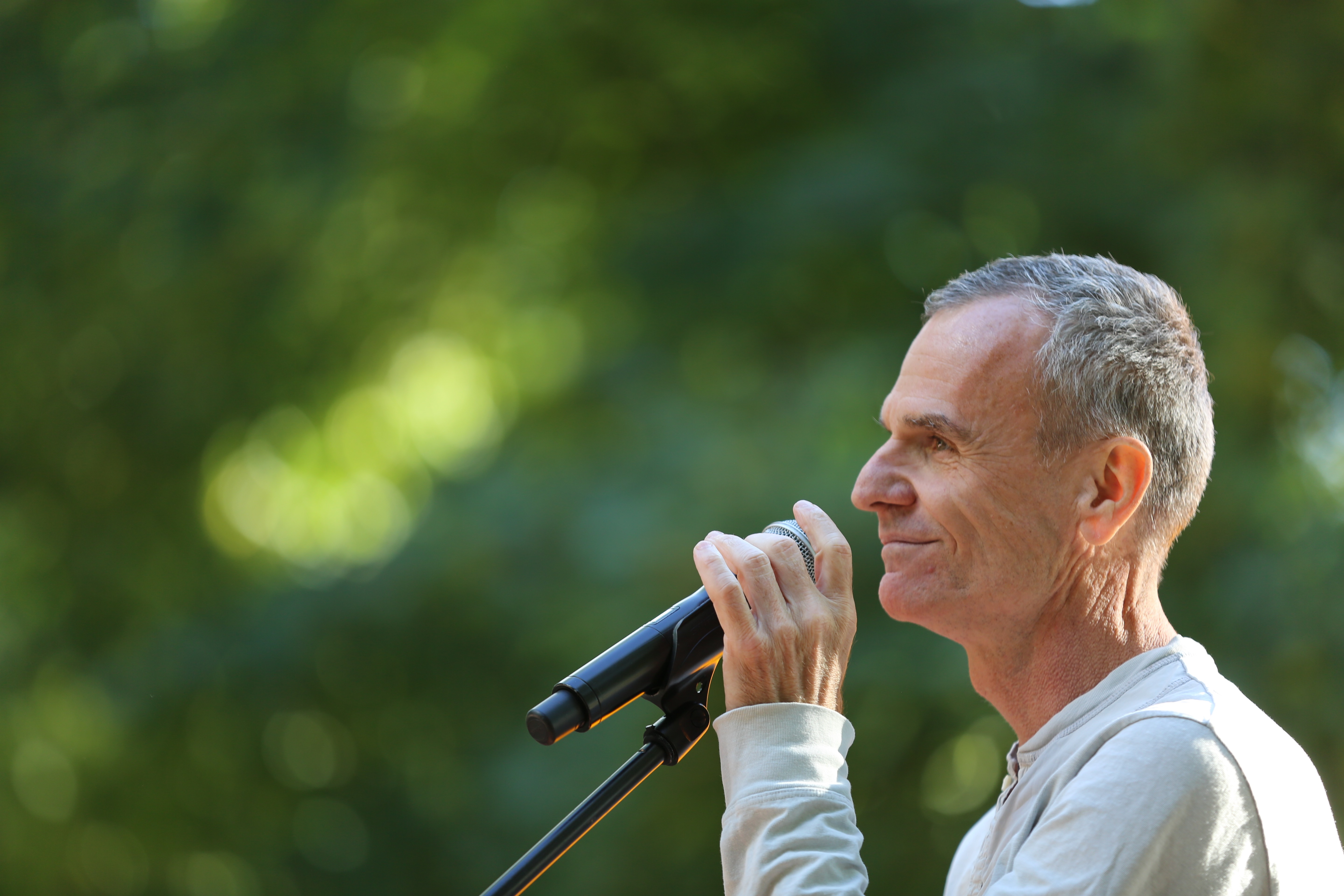
Christian Uetz auf dem Erlanger Poetenfest 2018

Christian Uetz (* 8. August 1963 in Egnach) ist ein Schweizer Schriftsteller.

## Leben
Nach Abschluss des Lehrerseminars in Kreuzlingen studierte er Philosophie, Komparatistik und Altgriechisch an der Universität Zürich. Seit 1998 lebt er als freier Schriftsteller in Zürich. 1999 nahm er mit einem Ausschnitt aus seinem Gedichtband Zoom nicht am Ingeborg-Bachmann-Wettbewerb in Klagenfurt teil und wurde mit dem 3sat-Preis ausgezeichnet.
Er ist bisher besonders als Lyriker und Performer hervorgetreten und hat Gedichtbände unter anderem bei Droschl, Suhrkamp und zuletzt bei Secession veröffentlicht. Im März 2011 erschien bei Secession sein erster Roman Nur Du, und nur Ich, dem mit Sunderwarumbe und Es passierte zwei weitere folgten.
Der 2011 erschienene Essay Federer für alle befasst sich mit dem „göttlichen“ Spiel von Roger Federer.

## Werke
- Luren. Verlag Im Waldgut, Frauenfeld 1993.
- Reeden. Verlag Im Waldgut, Frauenfeld 1994.
  - Luren und Reeden. Zwei Gedichtbände in einem. Im Waldgut, Frauenfeld 1998, ISBN 3-7294-0263-3.
- M.T. (Teil 2 von 7). NN-Fabrik, Siegendorf 1998, ISBN 3-901361-14-6 (Buch + Audio-CD).
- Nichte. Gedichte. Droschl, Graz 1998, ISBN 978-3-85420-476-3.
- Nichte und andere Gedichte. Droschl, Graz 1998, ISBN 978-3-85420-513-5. (Buch + Audio-CD).
- Zoom Nicht. Droschl, Graz 1999, ISBN 3-85420-524-4.
- Nichte und andere Gedichte. Audio-CD, gesprochen von Christian Uetz. Droschl, Graz 1999, ISBN 3-85420-513-9.
- Don San Juan. Suhrkamp (edition suhrkamp 2263), Frankfurt am Main 2002, ISBN 3-518-12263-0.
- Live im Schiffbau. Audio-CD, mit Hans Koch, Martin Schütz und Fredy Studer (CD Intakt 074), 2002.
- Mysterienspiel live in der Jesuitenkirche. Audio-CD, mit Hans Koch, Martin Schütz und Fredy Studer (Gallo CD 1134), 2003.
- Das Sternbild versingt. Suhrkamp (edition suhrkamp 2376), Frankfurt am Main 2004, ISBN 3-518-12376-9.
- Nur Du, und nur Ich. Roman in sieben Schritten. Secession, Zürich 2011, ISBN 978-3-905951-06-6.
- Federer für alle. Essay, Echtzeit, Basel 2011, ISBN 978-3-905800-53-1.
- Sunderwarumbe. Roman, Secession, Zürich 2012, ISBN 978-3-905951-19-6.
- Es passierte. Roman, Secession, Zürich 2015, ISBN 978-3-905951-67-7.
- Engel der Illusion. Gedichte, Secession, Zürich, 2018, ISBN 978-3-906910-28-4.
- Das nackte Wort. Roman, Secession, Zürich 2021, ISBN 978-3-96639-045-3.

## Auszeichnungen
- 1999: 3sat-Preis des Ingeborg Bachmann-Wettbewerbs
- 1999: Lydia-Eymann-Stipendium
- 2000: Einzelwerkpreis der Schweizerischen Schillerstiftung
- 2001: Preis der Internationalen Bodenseekonferenz
- 2001: Stipendium Künstlerhaus Edenkoben
- 2002: Auszeichnung der Stadt Zürich
- 2005: Thurgauer Kulturpreis
- 2005: Preis des Bundesverbands der Deutschen Industrie
- 2010: Bodensee-Literaturpreis für sein bisheriges literarisches Gesamtwerk